# Clément Pinault
Clément Pinault (Grasse, 4 febbraio 1985 – Clermont-Ferrand, 22 gennaio 2009) è stato un calciatore francese.
Difensore francese, morì il 22 gennaio 2009, quattro giorni dopo un attacco cardiaco.